# سیارک ۷۷۱۸
سیارک ۷۷۱۸ (به انگلیسی: 7718 Desnoux، نامگذاری:1997EP30) هفت هزار و هفتصد و هجدهمین سیارک کشف شده‌است که در ۱۰ مارس ۱۹۹۷ کشف شد.
قدر مطلق سیارک برابر ۱۱٫۴۰ است.